# Long Riders!
Long Riders! (ろんぐらいだぁす! Ronguraidāsu!?) es una serie de manga escrita por Longriders, con arte de Taishi Miyaki. Comenzó su serialización en la revista de manga shōnen Comic Rex de Ichijinsha desde 2012 y ha sido compilada en 10 volúmenes tankōbon. Otro volumen conteniendo una precuela de la historia fue publicado el 27 de mayo de 2014 como volumen 0. Una adaptación a anime por Actas se emitió desde el 8 de octubre de 2016 hasta el 5 de febrero de 2017.

## Personajes
Ami Kurata (倉田 亜美 Kurata Ami)
Seiyū: Nao Tōyama
Aoi Niigaki (新垣 葵 Niigaki Aoi)
Seiyū: Hiromi Igarashi
Hinako Saijō (西条 雛子 Saijou Hinako)
Seiyū: Rumi Ookubo
Yayoi Ichinose (一之瀬 弥生 Ichinose Yayoi)
Seiyū: Yurika Kurosawa
Saki Takamiya (高宮 紗希 Takamiya Saki)
Seiyū: Yōko Hikasa
Emi Kurata (倉田 恵美 Kurata Emi)
Seiyū: Yui Watanabe
Manager del Ciclo de la Alpaca (アルパカサイクル店長 Arupaka Saikuru Tenchō)
Seiyū: Sayako Tōjō

## Medios de comunicación

### Manga
Una serie de manga escrita por Longriders con arte de Taishi Miyaki comenzó su serialización en la revista de manga shōnen Comic Rex de Ichijinsha desde 2012. Hasta el momento la serie ha sido compilada en 10 volúmenes tankōbon.

#### Volúmenes
| Núm. | Fecha de publicación    | ISBN                   |
| ---- | ----------------------- | ---------------------- |
| 1    | 27 de marzo de 2013     | ISBN 978-4-7580-6367-8 |
| 2    | 26 de octubre de 2013   | ISBN 978-4-7580-6414-9 |
| 0    | 27 de mayo de 2014      | ISBN 978-4-7580-6445-3 |
| 3    | 26 de julio de 2014     | ISBN 978-4-7580-6446-0 |
| 4    | 27 de diciembre de 2014 | ISBN 978-4-7580-6482-8 |
| 5    | 27 de mayo de 2015      | ISBN 978-4-7580-6506-1 |
| 6    | 26 de diciembre de 2015 | ISBN 978-4-7580-6561-0 |
| 7    | 27 de junio de 2016     | ISBN 978-4-7580-6596-2 |
| 8    | 26 de noviembre de 2016 | ISBN 978-4-7580-6633-4 |
| 9    | 27 de julio de 2017     | ISBN 978-4-7580-6673-0 |
| 10   | 31 de julio de 2019     | ISBN 978-4-0489-9447-7 |

### Anime
Una adaptación a anime de Actas se emite en Tokyo MX y otras cadenas desde el 8 de octubre de 2016. La serie es dirigida por Tatsuya Yoshihara, el guion es escrito por Natsuko Takahashi. El opening es "♡ Km / h" interpretado por Ray. Debido a retrasos en la producción, los últimos dos capítulos se emitieron el 5 de febrero de 2017. Sentai Filmworks obtuvo la licencia del anime en América del Norte.

#### Lista de episodios
| Núm. | Título                                                                                          | Fecha de emisión        |
| ---- | ----------------------------------------------------------------------------------------------- | ----------------------- |
| 1    | "Un pequeño milagro" "Chīsana Kiseki" (小さな奇跡)                                              | 8 de octubre de 2016    |
| 2    | "Pedaleando en la playa" "Umizoi Saikuringu" (海沿いサイクリング)                               | 15 de octubre de 2016   |
| 3    | "Un nuevo mundo" "Atarashii Sekai" (新しい世界)                                                 | 29 de octubre de 2016   |
| 4    | "Un trabajo de medio tiempo secreto" "Himitsu no Arubaito" (秘密のアルバイト)                   | 5 de noviembre de 2016  |
| 5    | "Un mundo cambiante" "Kawaru Sekai" (変わる世界)                                                | 19 de noviembre de 2016 |
| 6    | "Fortuna" "Forutūna" (フォルトゥーナ)                                                           | 26 de noviembre de 2016 |
| 7    | "Vínculos de equipo" "Chīmu no Kizuna" (チームの絆)                                             | 3 de diciembre de 2016  |
| 8    | "Un mundo en expansión" "Hirogaru Sekai" (広がる世界)                                           | 10 de diciembre de 2016 |
| 9    | "¡El paseo de otoño de Azumi! Parte 1" "Azumi Ōtamu Raido! Zenpen" (あずみオータムライド! 前編) | 17 de diciembre de 2016 |
| 10   | "¡El paseo de otoño de Azumi! Parte 2" "Azumi Ōtamu Raido! Kōhen" (あずみオータムライド! 後編)  | 24 de diciembre de 2016 |
| 11   | "Capítulo nocturno" "Naito Raido-hen" (ナイトライド編)                                          | 5 de febrero de 2017    |
| 12   | "Capítulo de la ruta marítima de Shimanami" "Shimanami Kaidō-hen" (しまなみ海道編)              | 5 de febrero de 2017    |